# Plaza Cagancha
 (décembre 2022).
La mise en forme du texte ne suit pas les recommandations de Wikipédia : il faut le « wikifier ».
Les points d'amélioration suivants sont les cas les plus fréquents :
- Les titres sont pré-formatés par le logiciel. Ils ne sont ni en capitales, ni en gras.
- Le texte ne doit pas être écrit en capitales (les noms de famille non plus), ni en gras, ni en italique, ni en « petit »…
- Le gras n'est utilisé que pour surligner le titre de l'article dans l'introduction, une seule fois.
- L'italique est rarement utilisé : mots en langue étrangère, titres d'œuvres, noms de bateaux, etc.
- Les citations ne sont pas en italique mais en corps de texte normal. Elles sont entourées par des guillemets français : « et ».
- Les listes à puces sont à éviter, des paragraphes rédigés étant largement préférés. Les tableaux sont à réserver à la présentation de données structurées (résultats, etc.).
- Les appels de note de bas de page (petits chiffres en exposant, introduits par l'outil «  Source ») sont à placer entre la fin de phrase et le point final[comme ça].
- Les liens internes (vers d'autres articles de Wikipédia) sont à choisir avec parcimonie. Créez des liens vers des articles approfondissant le sujet. Les termes génériques sans rapport avec le sujet sont à éviter, ainsi que les répétitions de liens vers un même terme.
- Les liens externes sont à placer uniquement dans une section « Liens externes », à la fin de l'article. Ces liens sont à choisir avec parcimonie suivant les règles définies. Si un lien sert de source à l'article, son insertion dans le texte est à faire par les notes de bas de page.
- La présentation des références doit suivre les conventions bibliographiques. Il est recommandé d'utiliser les modèles {{Ouvrage}}, {{Chapitre}}, {{Article}}, {{Lien web}} et/ou {{Bibliographie}}. Le mode d'édition visuel peut mettre en forme automatiquement les références.
- Insérer une infobox (cadre d'informations à droite) n'est pas obligatoire pour parachever la mise en page.

Pour une aide détaillée, merci de consulter Aide:Wikification.
Si vous pensez que ces points ont été résolus, vous pouvez retirer ce bandeau et améliorer la mise en forme d'un autre article.
La place Cagancha (en espagnol : Plaza Cagancha), également connue sous le nom de Plaza Libertad, est une place de la capitale de l'Uruguay, Montevideo.
Située sur l'avenue principale de Montevideo, l'avenue 18 de Julio, dans le quartier de Centro, elle est l'une des places les plus iconiques de la capitale uruguayenne.
Cette place centrale à l’architecture variée et qui fait partie intégrante de l’histoire de la ville est tout aussi fréquentée que la Place de l'Indépendance bien que cette dernière soit devenue la place principale de la capitale.

## Kilomètre zéro

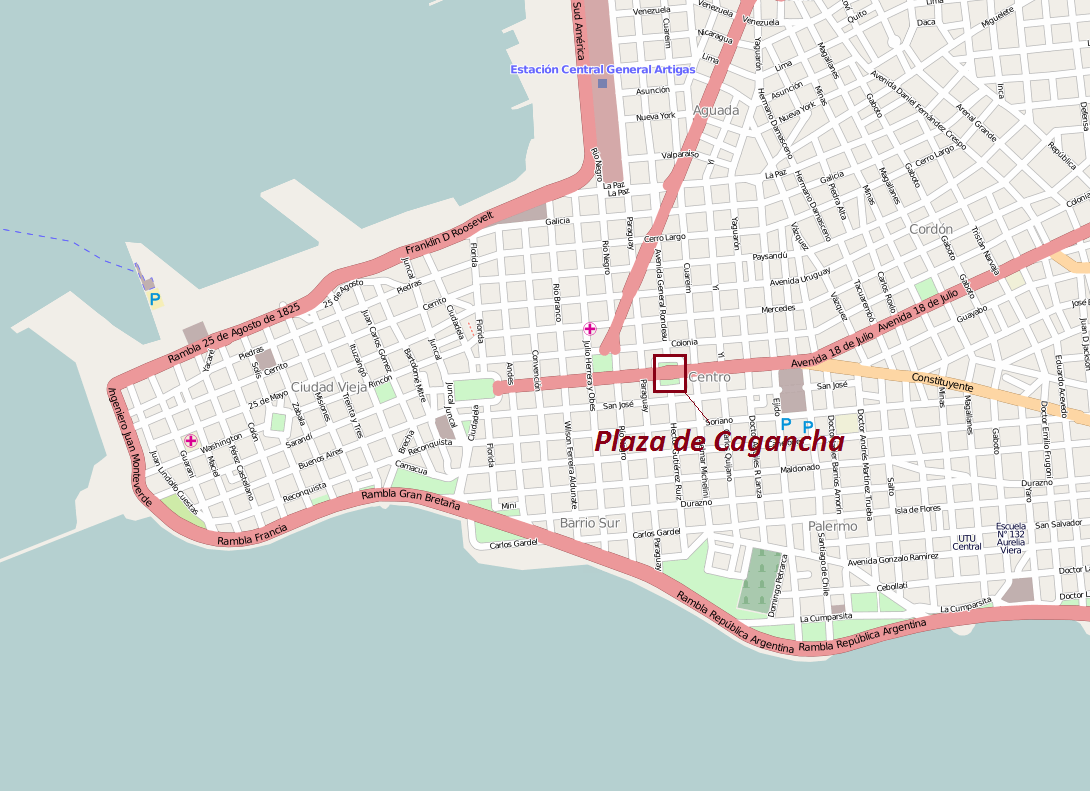
Plan de la plaza Cagancha.

La place Cagancha a la particularité d'être le cœur géographique de Montevideo.
La colonne de la paix, érigée  dans cette place, correspond au kilomètre zéro des principales routes nationales de l'Uruguay.

## Histoire
Avec la naissance de la République, la plaza de Cagancha surgit, en 1836, comme la place centrale dans le tracé de la Ville Neuve (en espagnol : Ciudad Nueva), en dehors des limites du site fortifié durant la période coloniale c’est-à-dire l’extension de la ville coloniale traditionnelle.
Ainsi, en 1829, quatre ans après la déclaration d'indépendance, il fut décidé d'abattre les fortifications de la Ciudad Vieja et d'agrandir la ville pour former la "Ciudad Nueva". La tache a été confiée à l’ingénieur José Maria Reyes et il décida de laisser un grand espace urbain dans cette nouvelle organisation. Un marché aux fruits fut notamment installé à cet endroit. 
Les plans de quelque 160 pâtés de maisons supplémentaires comprenaient une nouvelle place qui, en 1840, prit le nom de Plaza de Cagancha, après la bataille homonyme de 1839, lorsque le général Fructuoso Rivera vainquit les forces d'invasion de Buenos Aires sur les rives de l’Arroyo Cagancha. 
En 1867, la Colonne de la paix (en espagnol : Columna de La Paz) a été érigée en son centre avec une statue de bronze sur son sommet. Cette statue, nommée "statue de la paix" a été coulée dans le bronze des canons de la dernière guerre civile.

## Caractéristiques de la place
Surplombant la place, se trouve une statue de bronze juchée en haut de la Colonne de la Paix. Elle fut le premier monument public de Montevideo et la Colonne marque le kilomètre zéro des routes nationales du pays.
La place est aussi entourée de bâtiments importants de la ville. À commencer par le Palacio Piria, autrefois résidence d’un riche homme d’affaires, aujourd’hui siège de la Cour suprême de justice.
L'Ateneo de Montevideo, le théâtre circulaire de Montévidéo et le théâtre Carlos Eugenio sont également des édifices monumentaux attenant à la place.
Enfin, depuis 1983, se trouve au nord-ouest de la place le Marché des Artisans (en espagnol : Mercado de los Artesanos) qui est une association réputée d’artisans uruguayens.
La place Cagancha frappe par son côté verdoyant. Au début du XXe siècle, l'architecte paysagiste français Charles Thays entreprit l'embellissement de cette place dans le pur style Belle Époque. Aussi, entre 1900 et 1930, les autorités ont mis l’accent sur la végétalisation du site. Les plantations de parterres de fleurs et d’arbres ont changé radicalement son décor.
La Plaza Cagancha est aussi connue sous le nom de Plaza Libertad, bien que la vraie Plaza Libertad se trouve dans le barrio Ituzaingó, près de l'Hippodrome de Maroñas.

## Galerie

Images de la place Cagancha à Montevideo
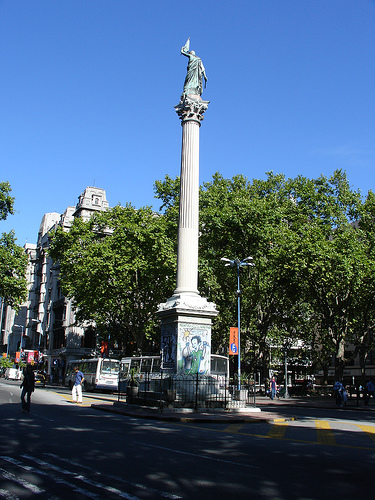
La Colonne de la Paix sur la place Cagancha.
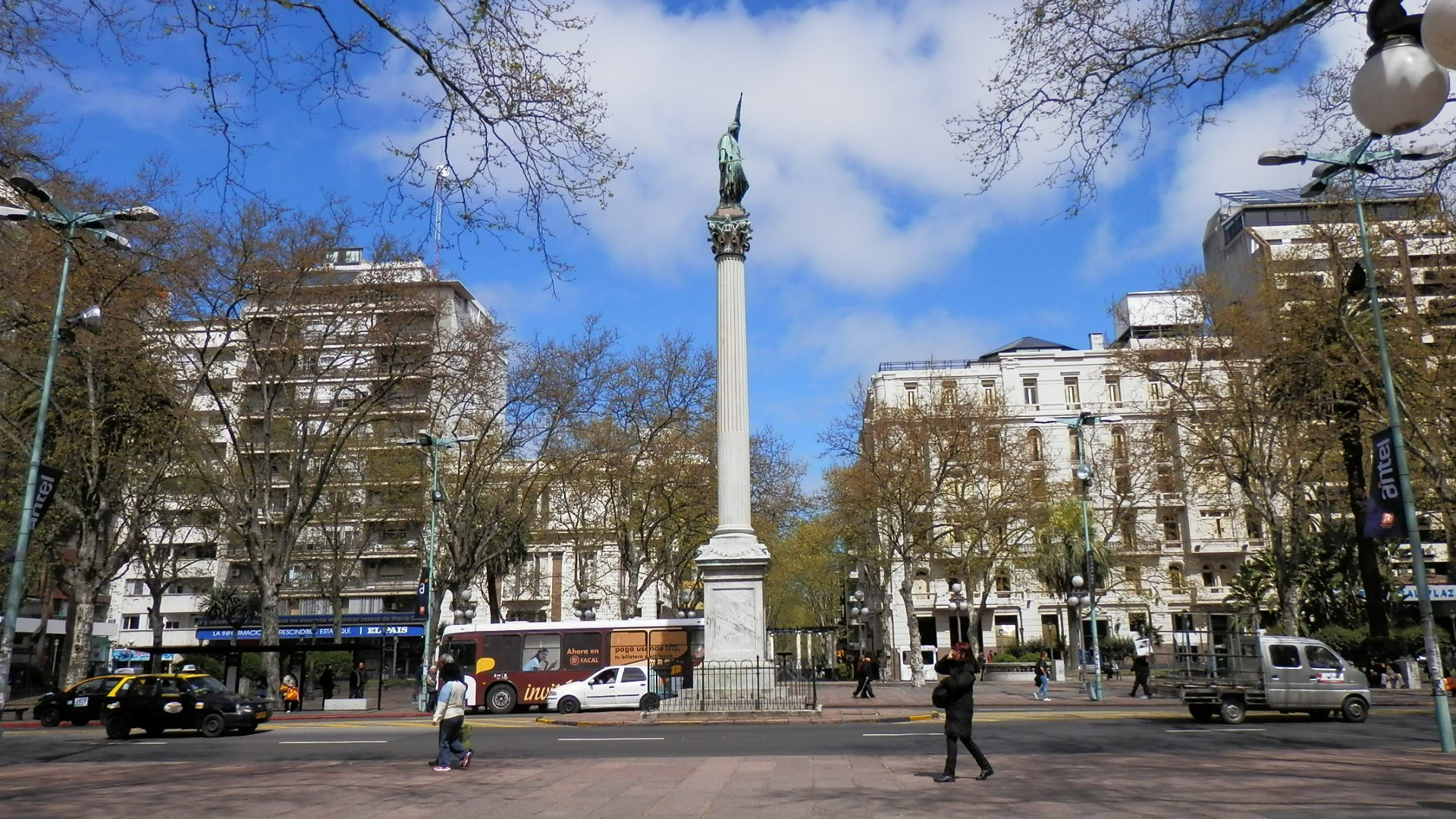
Vue générale de la place Cagancha.
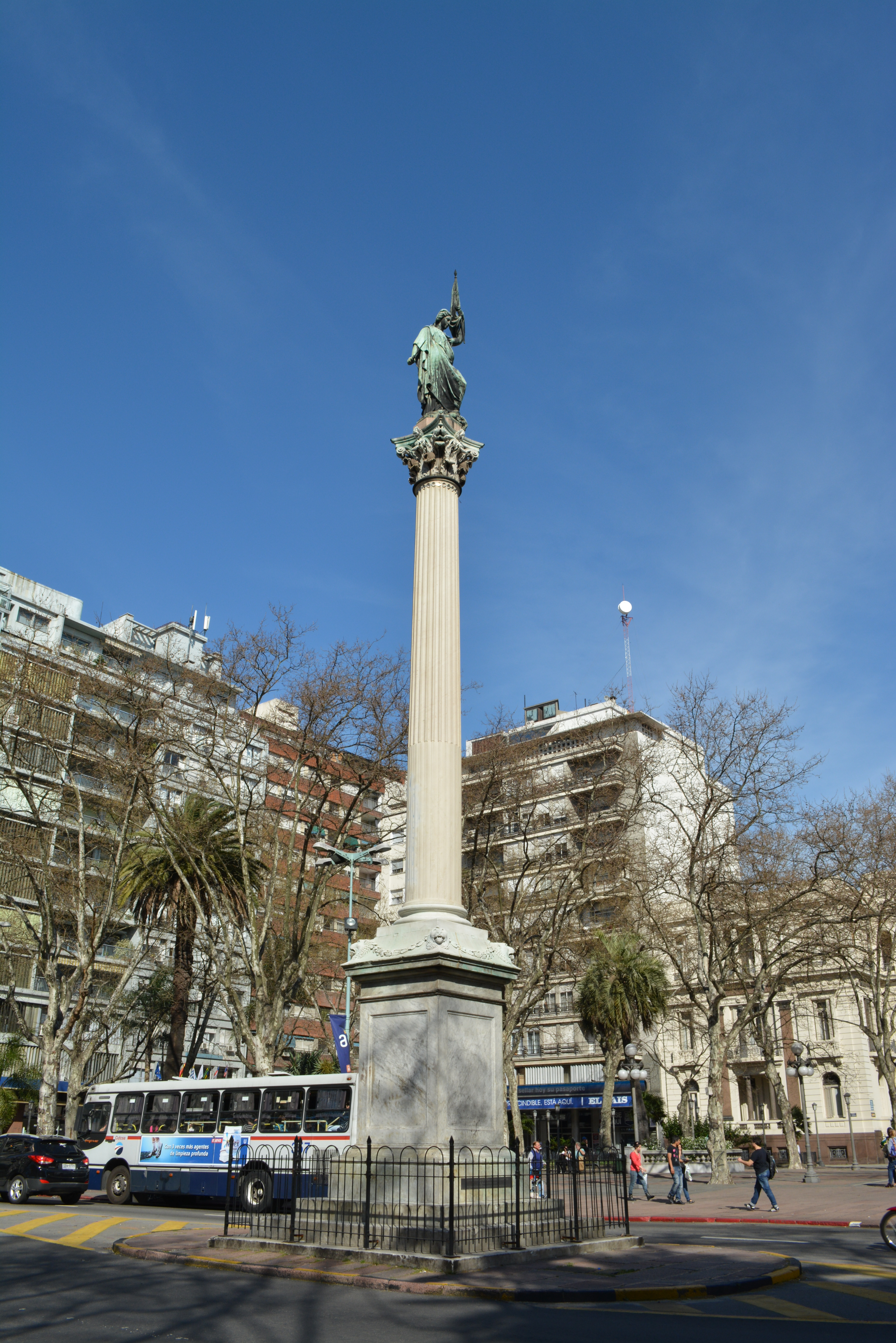
La colonne de la Liberté sur la plaza Cagancha.
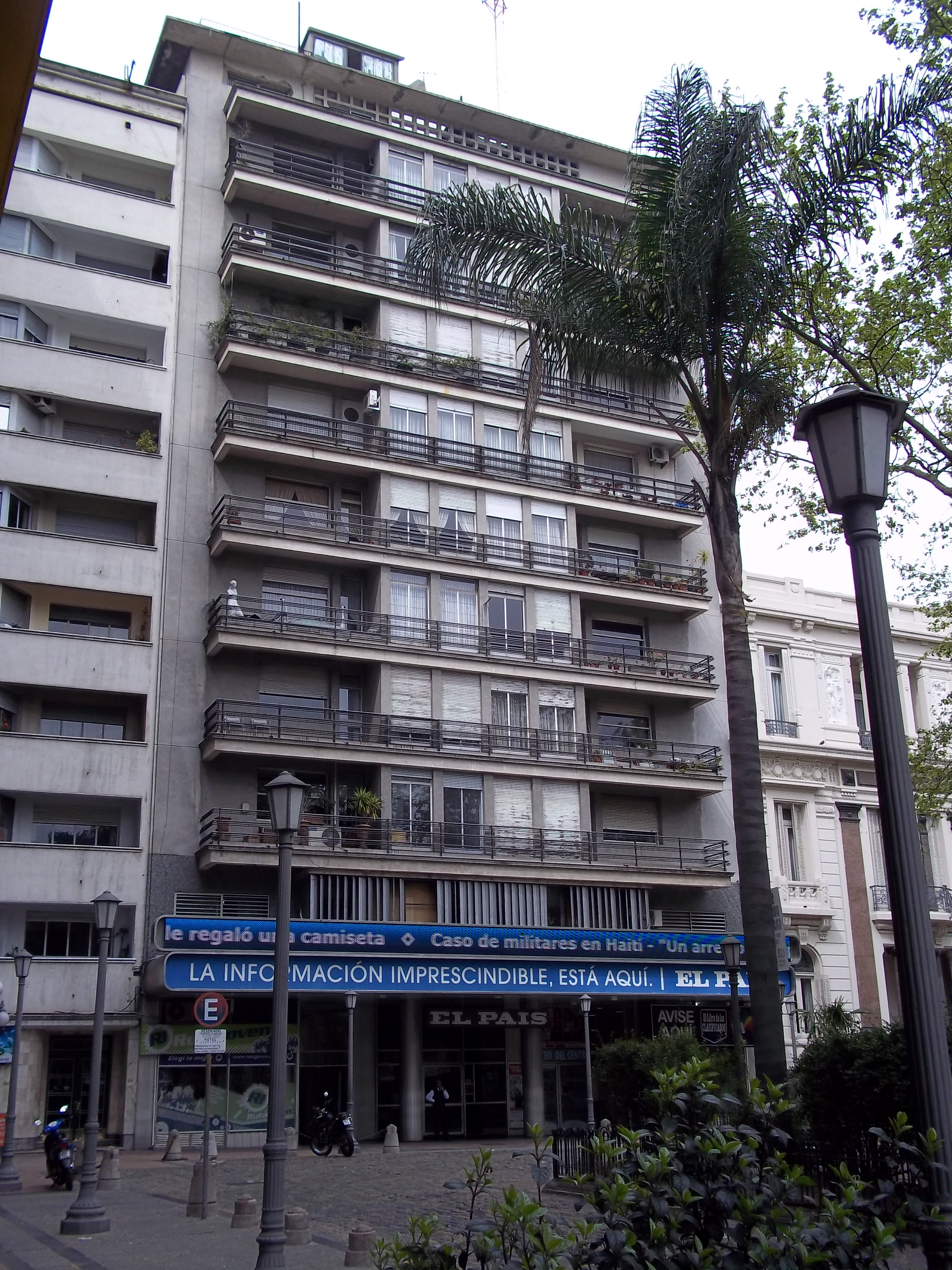
Le quotidien national Diario El País Uruguay à son siège  national dur la place Cagancha.
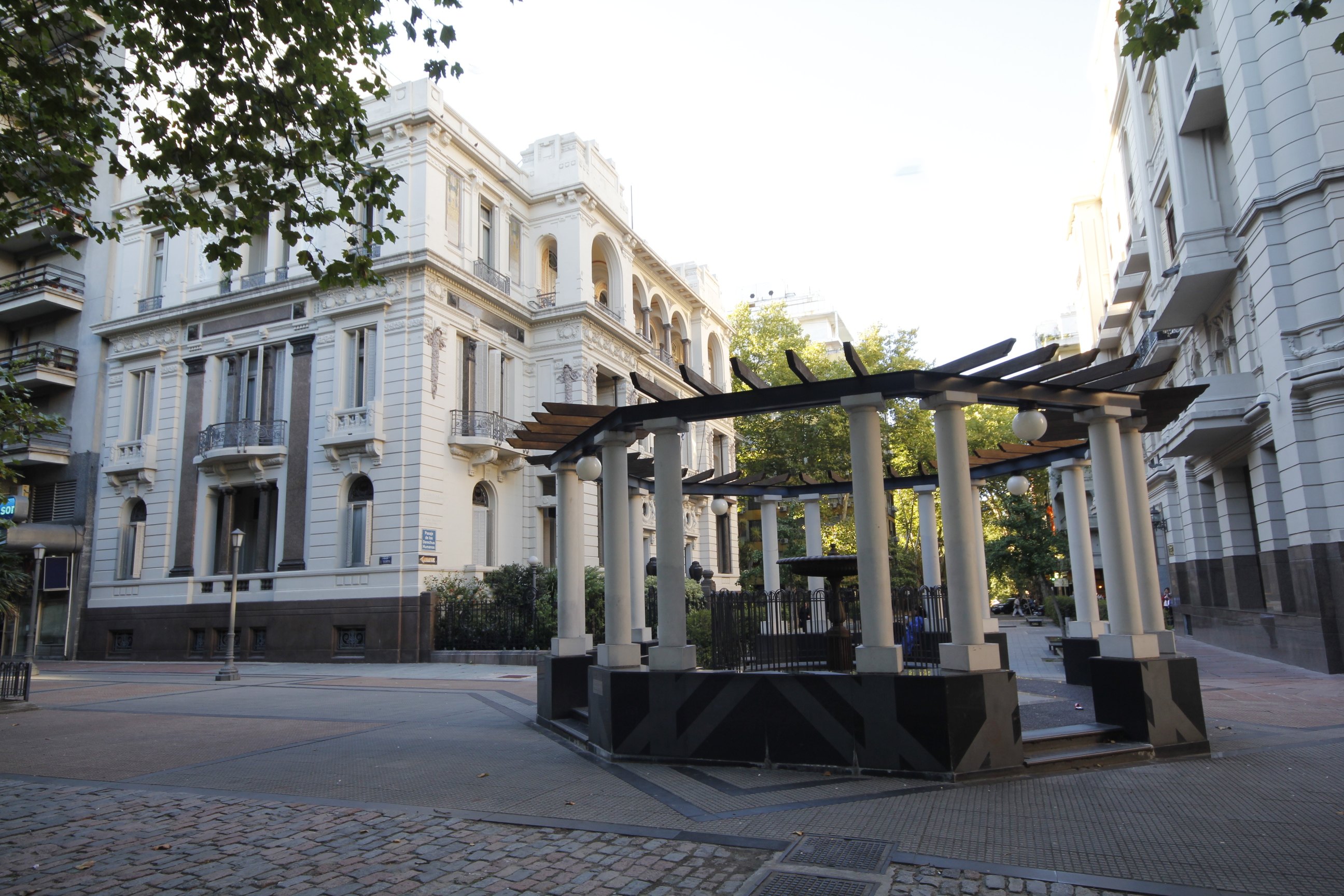
La façade de la Cour Judiciaire donne sur la place Cagancha.
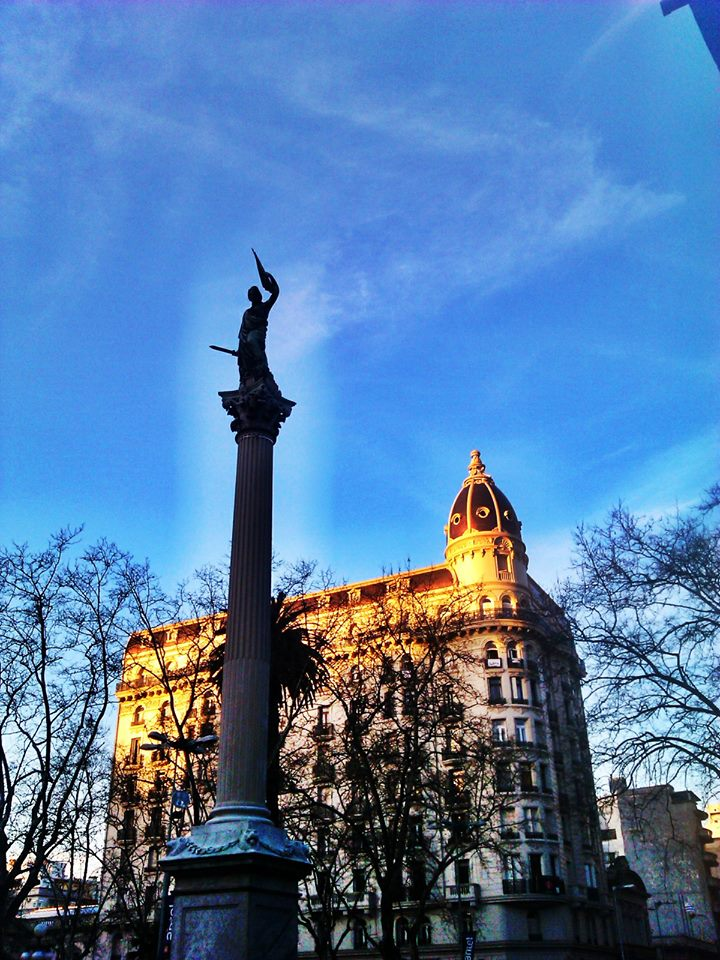
Statue sur la place Cagancha.